# Лудвиг ван Бетовен
Лудвиг ван Бетовен (Бон, 17. децембар 1770 — Беч, 26. март 1827) био је немачки композитор. Бетовен је изузетно значајна музичка фигура у прелазном периоду између ере класицизма и романтизма.
Рођен је у Бону у Немачкој, од оца Јохана ван Бетовена (1740—1792), фламанског порекла, и мајке Магдалене Кеверик ван Бетовен (1747—1787). Његов отац је радио као музичар на двору у Бону.
Пре њега композитори су писали дела за верске обреде и да забаве људе. Он је правио музику независнију од друштвених или религиозних намена. Сматра се једним од највећих композитора и велеумова свих времена. Међу његовим најпознатијим делима су V симфонија, VI симфонија, IX симфонија, Миса Солемнис, клавирска дела као на пример, комад За Елизу, сонате Патетична Соната и Месечева Соната, Клавирска соната бр. 23, Апасионата или последња, Клавирска Соната бр. 32, Ц-мол, опус 111.

## Живот и дело
Лудвиг ван Бетовен рођен је у Бону у Немачкој, од оца Јохана ван Бетовена, фламанског порекла, и мајке Магдалене Кеферих ван Бетовен (1744 — 1787). Његова породица се генерацијама бавила музиком — његов деда Луј (1712 — 1773), по ком је добио име, био је баритон на двору Келншког електората, а касније и капелмајстер (својеврсни музички директор). Његов син, а Бетовенов отац, је био тенор певач на истом двору, а давао је и часове клавира и виолине као додатни извор прихода. Све донедавно, велики број референтне литературе означавао је 16. децембар као Бетовенов датум рођења, јер је био крштен 17. децембра, у времену када су новорођена деца крштавана дан након рођења. Међутим, модерно учење одбацује такву претпоставку.
Бетовенов први музички учитељ био је његов отац, музичар у изборној скупштини у Бону и алкохоличар, који га је у више наврата тукао, будио усред ноћи у друштву музичара — аматера Тобајаса Пфајфера (који му је заправо био први учитељ), када би почињале лекције, а све то покушавајући да га начини „музичким чудом“ попут Моцарта. Међутим, други су убрзо и сами приметили Бетовенов таленат. Кристијан Готлоб Неф је подучавао и запослио Бетовена, који је уједно и примао спонзорство Управничког електората. Бетовен је остао без мајке са 17 година и обавеза уздизања два млађа брата пала је на њега. За Нефа је имао пуно поштовања. Одлазећи из Бона почетком последње деценије осамнаестог века, Бетовен му је рекао: Ако икада постанем велики музичар, то ће бити и Ваша заслуга.
После очеве смрти 1792. године Бетовен се сели за Беч где је намеравао да студира код Јозефа Хајдна. Пошто је Хајдн имао мало времена за предавање, проследио је Бетовена Јохану Албрехтсбергеру. Убрзо је добио репутацију клавирског виртуоза и постепено, композитора. Бетовеново најлепше стваралачко доба обележила је и једна несрећа, која се убрзо претворила у још већи подстицај за уметничко стварање: са непуних 26 година почео је губити слух, због чега је 1808. године морао окончати пијанистичку каријеру. Појавио се још само једном, 1814. године, али 1818. године глувоћа је постала и дефинитивна. Због тога је током времена имао специфичну судбину и као диригент. У појединим тренуцима, морао се у извођење укључивати и помоћник, како би се интерпретација спасла.
Бетовенова пијанистичка техника биле је револуционарна за оно доба. Красила ју је невероватна снага у брзим и снажним музичким токовима, а изразита мелодиозност у лаганим и распеваним. Била је то права детонација експлозива према пијанистичкој техници старог кова која је красила Бетовенове претходнике, која је упоређивана са баратањем луком и стрелом. Када би дириговао оркестром, Бетовен би се високо уздизао, снажно усправљао код силовитих и брзих звучних покрета, а готово сагињао под пулт код умерених, спорих и распеваних. Уопште узев, као интерпретатор био је немиран, плаховит, емотиван, али и веома изражајан, па чак и савршен.
Како је глувоћа постајала израженија, он је то све теже подносио, затварао се у себе, избегавао људе, са својим пријатељима комуницирао преко свешчица, које су касније штампане и продаване. Последњих девет година свог живота, када је глувоћа постала дефинитивна, повукао се у свој властити свет тишине, у коме ствара своја највећа ремек дела: Мису Солемнис, Хамерклавир сонату, 9. Симфонију и последње Гудачке квартете. Оно што је мање познато и углавном се из одређеног обзира не наводи у званичним изворима, јесте могућност да је Бетовен своју глувоћу, па тако и полагану и прерану смрт, добио захваљујући претераном конзумирању алкохола. Сматра се да је умро од болести јетре.

## Карактер
Бетовенов лични живот је био проблематичан услед његове напредујуће глувоће и иритабилности произведене хроничним болом у стомаку (који га је пратио од његових двадесетих година живота), што је стимулисало његова размишљања о самоубиству (која су документована у његовом Хеилигенстадт тестаменту). Бетовен је често био напрасит. Неки извори заступају становиште да је он имао биполарни поремећај. Упркос томе, он је имао круг блиских и посвећених пријатеља у свом животу, за које се сматра да су делом били привучени јачином његове личности. При крају његовог живота, Бетовенови пријатељи су се надметали у напорима да му помогну да надвладава свој инвалидитет.
Извори приказују Бетовенов презир према властима, социјалним ранговима. Он би престао да свира на клавиру, ако би публика ћаскала међу собом или ако није добијао пуну пажњу. На вечерњим седељкама је одбијао да свира, ако би га нагло позвали да то чини. Коначно, након многих конфронтација, надвојвода Рудолф је издао наредбу да уобичајена правила дворског опхођења не важе за Бетовена.
Бетовен је био привучен идеалима просветитељства. Године 1804, кад су Наполеонове империјалне амбиције постале јасне, Бетовен је у једном моменту зграбио насловну страну Треће симфоније и изгребао име Бонапарте таквом силином да је направио рупу на папиру. Он је касније променио наслов рада у „Sinfonia Eroica, composta per festeggiare il sovvenire d'un grand'uom“ (Херојска симфонија, компонована да прослави меморију на великог човека), и преусмерио је на свог патрона, принца Франца Јозефа фон Лобковица, у чијој палати је први пут изведена.
Четврти чин његове Девете симфоније садржи сложену хорску поставу Шилерове Оде радости (An die Freude), оптимистичке химне која слави братство човечанства.

## Музички стил и иновације

### Бетовен и музичка архитектура
Његова дела се разликују од претходних композитора кроз његово стварање велике, проширене архитектонске структуре коју карактерише опсежни развој музичког материјала, теме и мотива, обично путем "модулације", гдје се мења осјећај главног кључа (тоник), кроз различите кључеве или хармонијска подручја. Иако су Хајднови каснији радови често показивали већу флуидност између удаљених кључева, Бетовенова иновација је била у његовој способности да брзо успостави чврстину у сучељавању различитих кључева и неочекиваних тонова који им се придружују. Ово проширено хармонијско царство ствара осећај огромног музичког и искуственог простора кроз који се креће музика, а развој музичког материјала ствара осећај одвијања драме у том простору. На тај начин Бетовенова музика паралелно прати истовремени развој романа у књижевности, књижевног облика усмереног на животну драму и развој једног или више појединаца кроз сложене животне околности.

### Развојне секције
Бетовен је наставио ширити развојну секцију у својим делима, проширујући тренд из дела Хајдна и Мозарта, који је драматично проширио дужину и садржај инструменталне музике. Као и код Бетовенових великих непосредних претходника и узора, он је гледао у њихове хармонијске и формалне моделе за своје радове. Међутим, како су Мозарт и Хајдн стављали нагласак на музички ставак представљајући идеје у експозицији, за Бетовена развојни дио сонатног облика је постало средиште у његовом музичком делу. Он је био у могућности то учини тако што је развојни дио био не само дужи, него и садржајнији. Јако дугачак развојни део Ероика симфоније, подељен је у четири подједнака дела, чинећи га, у ствари, сонатним обликом унутар сонатног облика. Само први ставак из ове симфоније је дугачак као цела Мозартова симфонија из 1770. у типичном италијанском стилу.

### Ритам
Иако је написао многе лепе и лирске мелодије, друга велика новина у његовој музици, посебно у поређењу са оном од Мозарта и Хајдна, је његова опсежна употреба снажних ритмичких праваца целом дужином неких његових дела и посебно у својим темама и мотивима, од којих су неки већином ритмични, радије него мелодични. Неке од његових најпознатијих тема, попут оних из првих ставака 3.,5., и 9 симфоније, су првенствено немелодијске ритмичке фигуре које се састоје од нота једног акорда, и тема посљедњих ставака из 3. и 7. симфоније могли тачније описати као ритмовима, него као мелодијама.

### Величина оркестра
Он је такође наставио још један тренд - према већим оркестрима - који је трајао до прве декаде 20. века, и преселио звучно средиште у оркестру наниже, до виоле и доњих регистара виолине и виолончела, дајући својој музици тежи и тамнији утисак од Хајдна или Моцарта. Густав Малер је променио оркестрацију дела Бетовенове музике, од којих су најпознатије 3. и 9. симфонија, са идејом тачнијег изражавања Бетовенове намере са оркестром који је постао много већи од оног који је Бетовен користио.

## Музички утицај
Његова усредсређеност на развојни дио његовог музичког дела ће попут осталих његових иновација, поставити тренд који ће каснији композитори следити. Бетовен је развио потпуно оригинални стил музике, одражавајући кроз њу своје патње и радости. Његов рад представља врхунац у развоју тонске музике и један је од кључних развојних кретања у историји музике.

## Музичка дела
- 38 клавирских соната (6 младалачких из 1783, што су званично прва Бетовенова дела и 32 зреле, са бројевима опуса од 2 - три прве сонате - до броја 111 - последња, 32 соната за клавир.
- Клавирски комади, самостални или уједињени у циклусе, најчешће у облику варијација на основну тему, за клавир. Најпознатије су Ероика - Варијације и 33 Варијације на тему Дијабелијевог валцера, Ц-дур, опус 120.
- 17 гудачких квартета (првих шест из опуса 18; следећа три из опуса 59; квартети опус 74. и 95; последњи квартети опус 127, 130, 131, 132, Велика Фуга за гудачки квартет, опус 133 и опус 135).
- 9 соната за виолину и клавир.
- 5 соната за виолончело и опус 50. и Концерт за виолину и оркестар, опус 61
- Вокални циклуси: најпознатији су песма Аделаида, опус 4. и циклус Удаљеној драгој, опус 96
- Миса Солемнис (Свечана Миса), опус 123.

### Клавирски концерти
- 1. Концерт, Ц - Дур, опус 15;
- 2. Концерт, Б - Дур, опус 19;
- 3. Концерт, ц - мол, опус 37;
- 4. Концерт, Г - Дур, опус 58:
- 5. Концерт, Ес - Дур, опус 73, Царски;
- Фантазија за клавир, хор и оркестар, ц - мол, опус 80.

### Увертире
- Кориолан', опус 62;
- Егмонт, опус 84;
- Леонора циклус од три увертире.
- Фиделио, једина Бетовенова опера, у два велика чина.

#### Симфоније
Симфонијска музика Лудвига ван Бетовена, уводни преглед Бетовеновог симфонијског стваралаштва:
1. I симфонија
2. II симфонија
3. III симфонија
4. IV симфонија
5. V симфонија
6. VI симфонија
7. VII симфонија
8. VIII симфонија
9. IX симфонија

## Занимљивости
Бетовенова прва љубав је била Жанет д'Хонтар (1770). Након што се Жанет удала за племића и гардијског капетана Карла фон Грета и преселила у дворац Шлос у сремском селу Голубинци, Бетовен је пао у очајање. Бетовенов музеј у Бону чува љубавну преписку између љубавника међу којима се налази и Жанетино писмо Бетовену са детаљним нацртом пута до Голубинаца и изгледом дворца Шлос, а на основу кога се претпоставља да је Бетовен бар једном долазио у посету.

## Заоставштина
Бетовенов монумент у Бону је откривен августа 1845. у част његове 75. годишњице. То је била прва статуа овог композитора направљена у Немачкој, а музички фестивал који је пратио њено откривање је био подстицај за веома убрзано формирање оригиналне Бетовенове хале у Бону (та грађевина је дизајнирана и изграђена за мање од једног месеца, по предлогу Франца Листа). Статуа Моцарта је откривена у Салцбургу у Аустрији 1842. године. Беч није одао почаст Бетовену у виду статуе до 1880. Његово име је једино име уписано на једној од плоча на Симфонијској дворани у Бостону; друге плоче су остављене празне, јер се сматрало да ће једино Бетовенова популарност положити тест времена.

### Бетовен у популарној култури
- Steve Vai-5.simfonija na youtube.com
- Chuck Berry-Roll Over Beethoven na youtube.com